# Епархия Эбебьина
Епархия Эбебьина (лат. Dioecesis Ebebiyinensis) — епархия Римско-Католической церкви c центром в городе Эбебьин, Экваториальная Гвинея. Юрисдикция епархии Эбебьина распространяется на провинции Ке-Нтем и Веле-Нзас. Епархия Эбебьина входит в митрополию Малабо.

## История
15 октября 1982 года Римский папа Иоанн Павел II издал буллу Quem ad modum, которой учредил епархию Эбебьина, выделив её из епархии Баты.

## Ординарии епархии
- епископ Ильдефонсо Обама Обоно (15.10.1982 — 9.07.1991), назначен архиепископом Малабо;
- епископ Хуан Матого Ояна (11.10.1991 — 11.05.2002), назначен епископом Баты;
- епископ Альфред Мария Обуру Асуе C.M.F.[1] (8.03.2003 — 27.08.2006);
  - Sede vacante (2006—2011)
- епископ Хуан Нсуе Эджанг Майе (19.02.2011 — 11.02.2015), назначен архиепископом Малабо;
  - Sede vacante (2015—2017)
- епископ Мигель Анхель Нгема Беэ S.D.B. (с 1 апреля 2017 года).